# 記憶研究 (期刊)
《記憶研究》（Memory Studies）是一份2008年起出版的英語社會學學術期刊，由英國社會學會（British Sociological Association）發行、SAGE Publications出版，現任主編群包括格拉斯哥大學社會科學教授安德魯·霍斯金（Andrew Hoskins）、麥覺理大學社會科學教授亞曼達·巴爾尼埃（Amanda Barnier）與紐約州立大學社會科學教授伍夫·坎斯坦納（Wulf Kansteiner）。該期刊收錄與「社會、文化、政治因素如何影響個體、組織與社會記憶或遺忘事物」相關的研究論文。

## 外部連結
- 《記憶研究》在出版社官網上的介紹 （页面存档备份，存于） （英文）